# Autostrada A35 (Włochy)
Autostrada A35 (wł. Autostrada BreBeMi, skrót od Autostrada BresciaBergamoMilano) – płatna autostrada w północnych Włoszech łącząca Cazzago San Martino i Travagliato z Liscate w regionie Lombardia. Arteria jest długa 62 km.
Projekt trasy powstał pod koniec lat 90. w odpowiedzi na silną potrzebę szybkiego połączenia między Mediolanem, Bergamo a Brescią.
Autostradą zarządza spółka "Brebemi S.p.A.". Do końca 2013 roku zainwestowano w autostradę kapitał który wyniósł ponad 1,513 miliardów euro.